# Grand Prix Formule 1 van Canada 1999
De Grand Prix Formule 1 van Canada 1999 werd gehouden op 13 juni 1999 in Montreal.

## Verslag
Michael Schumacher pakte Pole-position voor Mika Häkkinen  en de Duitser verzilverde deze bij de start.
Voor de eerste bocht verloor Jarno Trulli de controle over zijn Prost en spinde en botste vervolgens met Jean Alesi en Rubens Barrichello.  De safety-car moest voor de eerste keer deze race uitkomen zodat de baan weer schoongemaakt kon worden. Tijdens de race zou deze safety-car nog drie keer de baan op moeten vanwege diverse ongelukken.  Michael Schumacher leidde de race tot de dertigste ronde toen hij een fout maakte en in de muur bij het uitkomen van de laatste bocht eindigde. Dankzij de crashes van Schumacher en twee andere (oud-)wereldkampioen (Damon Hill en Jacques Villeneuve)  kreeg deze muur na deze race de bijnaam "wall of champions".  Mika Häkkinen was de enige wereldkampioen die uit de muur bleef en ook de race wist te winnen.  De race eindigde geneutraliseerd na een zware crash van Heinz-Harald Frentzen  enkele ronden voor de finish.

## Uitslag
| Positie | Nummer | Rijder                | Team               | Ronden | Tijd/Opgave | Startplaats | Punten |
| ------- | ------ | --------------------- | ------------------ | ------ | ----------- | ----------- | ------ |
| 1       | 1      | Mika Häkkinen         | McLaren-Mercedes   | 69     | 1:41:35.727 | 2           | 10     |
| 2       | 9      | Giancarlo Fisichella  | Benetton-Playlife  | 69     | +0.782      | 7           | 6      |
| 3       | 4      | Eddie Irvine          | Ferrari            | 69     | +1.797      | 3           | 4      |
| 4       | 6      | Ralf Schumacher       | Williams-Supertec  | 69     | +2.392      | 13          | 3      |
| 5       | 17     | Johnny Herbert        | Stewart-Ford       | 69     | +2.805      | 10          | 2      |
| 6       | 12     | Pedro Diniz           | Sauber-Petronas    | 69     | +3.711      | 18          | 1      |
| 7       | 2      | David Coulthard       | McLaren-Mercedes   | 69     | +5.004      | 4           |        |
| 8       | 21     | Marc Gené             | Minardi-Ford       | 68     | +1 Ronde    | 22          |        |
| 9       | 18     | Olivier Panis         | Prost-Peugeot      | 68     | +1 Ronde    | 15          |        |
| 10      | 20     | Luca Badoer           | Minardi-Ford       | 67     | +2 Rondes   | 21          |        |
| 11      | 8      | Heinz-Harald Frentzen | Jordan-Mugen-Honda | 65     | Remmen      | 6           |        |
| NF      | 5      | Alessandro Zanardi    | Williams-Supertec  | 50     | Remmen      | 12          |        |
| NF      | 15     | Toranosuke Takagi     | Arrows             | 41     | Transmissie | 19          |        |
| NF      | 22     | Jacques Villeneuve    | BAR-Supertec       | 34     | Spin        | 16          |        |
| NF      | 3      | Michael Schumacher    | Ferrari            | 29     | Spin        | 1           |        |
| NF      | 14     | Pedro de la Rosa      | Arrows             | 22     | Transmissie | 20          |        |
| NF      | 7      | Damon Hill            | Jordan-Mugen-Honda | 14     | Spin        | 14          |        |
| NF      | 16     | Rubens Barrichello    | Stewart-Ford       | 14     | Stuurfout   | 5           |        |
| NF      | 23     | Ricardo Zonta         | BAR-Supertec       | 2      | Spin        | 17          |        |
| NF      | 11     | Jean Alesi            | Sauber-Petronas    | 0      | Botsing     | 8           |        |
| NF      | 19     | Jarno Trulli          | Prost-Peugeot      | 0      | Botsing     | 9           |        |
| NF      | 10     | Alexander Wurz        | Benetton-Playlife  | 0      | Transmissie | 11          |        |

## Wetenswaardigheden
- Drie starts in twee Grand prix' van Canada en even zo vaak eindigden Jean Alesi en Jarno Trulli na een ongeluk samen in de eerste bocht.
- De safety car moest vier keer op het circuit komen, een record tot de editie van 2011, waar de safety car vijfmaal op het circuit verscheen.

## Statistieken
| Pole-position | Michael Schumacher | Ferrari | 1:19.298 |
| Snelste ronde | Eddie Irvine       | Ferrari | 1:20.382 |

## Noot
- Dit was de eerste snelste ronde voor Eddie Irvine.
- Vijfde podiumplaats voor Giancarlo Fisichella.

1967 · 1968 · 1969 · 1970 · 1971 · 1972 · 1973 · 1974 · 1976 · 1977 · 1978 · 1979 · 1980 · 1981 · 1982 · 1983 · 1984 · 1985 · 1986 · 1988 · 1989 · 1990 · 1991 · 1992 · 1993 · 1994 · 1995 · 1996 · 1997 · 1998 · 1999 · 2000 · 2001 · 2002 · 2003 · 2004 · 2005 · 2006 · 2007 · 2008 · 2010 · 2011 · 2012 · 2013 · 2014 · 2015 · 2016 · 2017 · 2018 · 2019 · 2022 · 2023 · 2024 · 2025 · 2026 · 2027 · 2028 · 2029